# Корріб (газове родовище)
Корріб — газове родовие у Ірландії, відщкрите у 1996 році.

## Загальний опис
Офшорне газове родовище Корріб поблизу Ірландії відкрила у 1996 році компанія Enterprise Oil. Через п'ять років відкриття визнали комерційним, після чого Enterprise Oil була придбана транснаціональним енергетичним гігантом Shell. Однак підготовка до розробки стикнулась з серйозними труднощами через протидію осіб, що вважали проект загрозою для довкілля. У підсумку виробництво розпочалось лише у 2015 році.
Родовище розташоване в районі з глибиною 350 метрів, на 3000 метрів нижче рівня дна. Видобутий газ транспортується по підводному трубопроводу довжиною 83 км до Glengad, звідки через 9-кілометрове наземне продовження надходить до установки комплексної підготовки у Bellanaboy. На маршруті газопровода споруджено тунель довжиною 4,8 км через затоку Sruwaddacon Bay.
Запаси родовища оцінюються у 35 млрд м³ газу, що ставить його на друге місце в Ірландії після Кінсейл Гед.
Введення Корріб в експлуатацію дозволило знизити з 95 до 30-40 % залежність Ірландії від імпорту блакитного палива з Великої Британії (газопровід Інтерконектор 1 та 2). Втім, через незначні розміри родовища очікується, що через кілька років ситуація повернеться до попереднього стану.